# La Chapelle-Saint-Laud
Pour les articles homonymes, voir La Chapelle.
La Chapelle-Saint-Laud est une commune française située dans le Nord-Est du département de Maine-et-Loire en région Pays de la Loire, à proximité de la ville de Seiches-sur-le-Loir.

## Géographie

### Localisation
Commune angevine du Baugeois, La Chapelle-Saint-Laud se situe au nord-est de Seiches-sur-le-loir, sur la route D 136, et à proximité de l'autoroute A11 (Angers - Le Mans).
Son territoire se trouve sur une colline boisée en bordure de la vallée du Loir culminant à 98 m, sur l'unité paysagère du Plateau du Baugeois.

### Climat
Pour des articles plus généraux, voir Climat des Pays de la Loire et Climat de Maine-et-Loire.
En 2010, le climat de la commune est de type climat océanique altéré, selon une étude du CNRS s'appuyant sur une série de données couvrant la période 1971-2000. En 2020, Météo-France publie une typologie des climats de la France métropolitaine dans laquelle la commune est exposée à un climat océanique et est dans la région climatique Moyenne vallée de la Loire, caractérisée par une bonne insolation (1 850 h/an) et un été peu pluvieux.
Pour la période 1971-2000, la température annuelle moyenne est de 11,6 °C, avec une amplitude thermique annuelle de 14,7 °C. Le cumul annuel moyen de précipitations est de 659 mm, avec 11,1 jours de précipitations en janvier et 6,2 jours en juillet. Pour la période 1991-2020, la température moyenne annuelle observée sur la station météorologique de Météo-France la plus proche, sur la commune de Marcé à 4 km à vol d'oiseau, est de 12,3 °C et le cumul annuel moyen de précipitations est de 701,1 mm,. Pour l'avenir, les paramètres climatiques de la commune estimés pour 2050 selon différents scénarios d'émission de gaz à effet de serre sont consultables sur un site dédié publié par Météo-France en novembre 2022.

## Urbanisme

### Typologie
Au 1er janvier 2024, La Chapelle-Saint-Laud est catégorisée commune rurale à habitat dispersé, selon la nouvelle grille communale de densité à sept niveaux définie par l'Insee en 2022.
Elle est située hors unité urbaine. Par ailleurs la commune fait partie de l'aire d'attraction d'Angers, dont elle est une commune de la couronne,. Cette aire, qui regroupe 81 communes, est catégorisée dans les aires de 200 000 à moins de 700 000 habitants,.

### Occupation des sols
L'occupation des sols de la commune, telle qu'elle ressort de la base de données européenne d’occupation biophysique des sols Corine Land Cover (CLC), est marquée par l'importance des territoires agricoles (60,3 % en 2018), en diminution par rapport à 1990 (71,3 %). La répartition détaillée en 2018 est la suivante : 
forêts (32,7 %), prairies (29,3 %), zones agricoles hétérogènes (26,9 %), milieux à végétation arbustive et/ou herbacée (4,4 %), zones urbanisées (2,5 %), terres arables (2,3 %), cultures permanentes (1,8 %). L'évolution de l’occupation des sols de la commune et de ses infrastructures peut être observée sur les différentes représentations cartographiques du territoire : la carte de Cassini (XVIIIe siècle), la carte d'état-major (1820-1866) et les cartes ou photos aériennes de l'IGN pour la période actuelle (1950 à aujourd'hui).

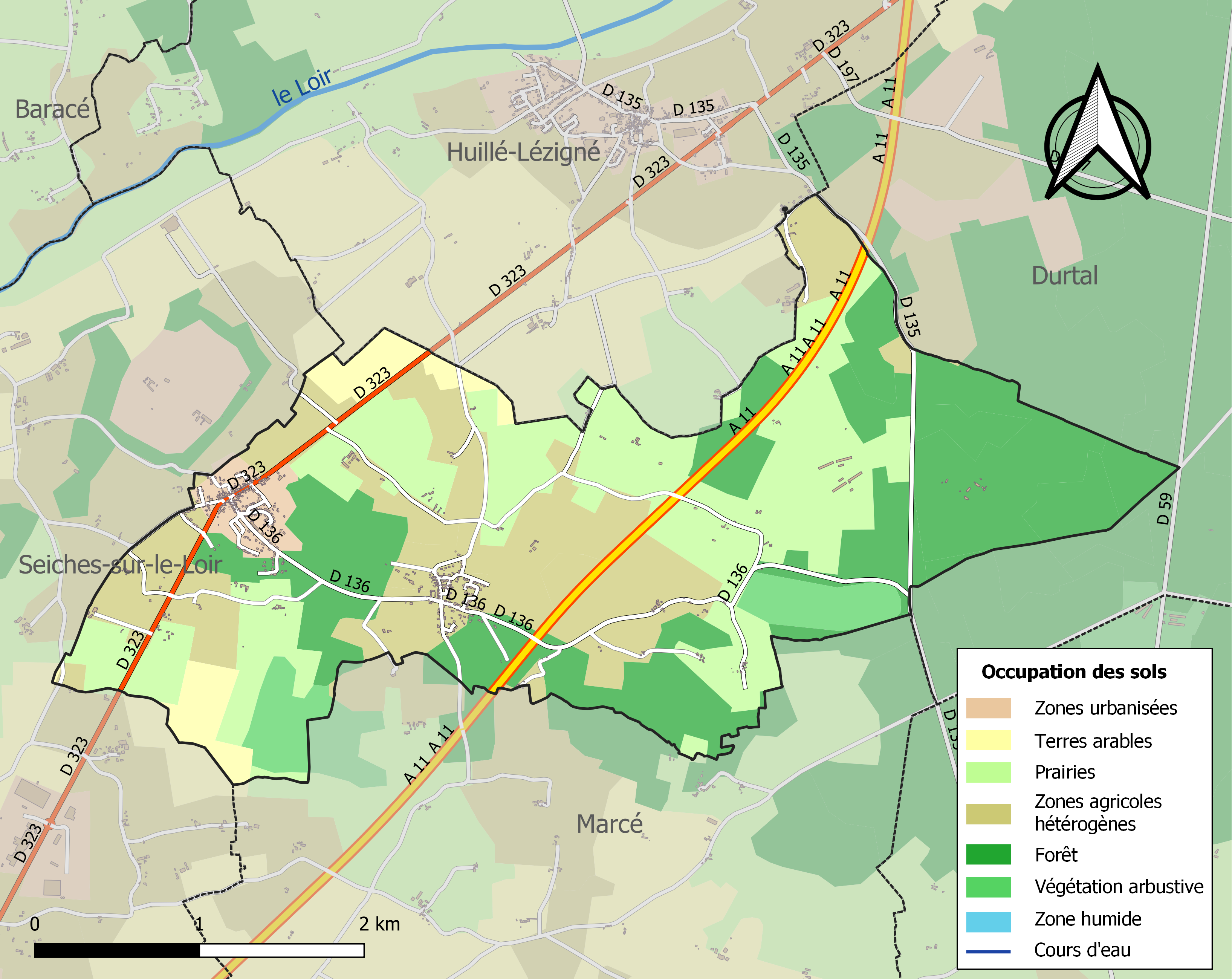
Carte des infrastructures et de l'occupation des sols de la commune en 2018 (CLC).

## Toponymie
Ecclesia Beati Laudi juxta Novum Burgum en 1160, La parœsse de La Chapelle-Saint-Lo en 1320. Durant la Révolution, la commune porte le nom de La Montagne,,.

## Histoire
Au Moyen Âge, Foulques IV d'Anjou donne la forêt de Chambiers aux religieux de Saint-Laud d'Angers pour qu'ils la défrichent et créent un petite agglomération autour de l'église alors existante. Ce qui explique la première forme ancienne du nom,.
Pendant la Première Guerre mondiale, 16 habitants perdent la vie. Lors de la Seconde Guerre mondiale, aucun habitant n'est tué.

## Politique et administration

### Administration municipale
| Période                                  | Période                   | Identité                            | Étiquette | Qualité             |
| ---------------------------------------- | ------------------------- | ----------------------------------- | --------- | ------------------- |
| 1790                                     |                           | De la Douaillière                   |           |                     |
| 1800                                     |                           | Jean-Baptiste Dugoulet              |           |                     |
| 1806                                     |                           | Pierre-Roch Deville                 |           |                     |
| 1810                                     |                           | Charles-René-Pierre Fercoq          |           |                     |
| 1813                                     |                           | Nicolas-Jean-Baptiste-Henri Legroux |           |                     |
| 1821                                     |                           | Jean-Jacques Pilliet                |           |                     |
| 1852                                     |                           | Auguste Pilliet                     |           |                     |
| 1881                                     |                           | Ludovic de Coulonges                |           |                     |
| 1888                                     |                           | François Ribourg                    |           |                     |
| 1892                                     |                           | Paul Chartier                       |           |                     |
| 1900                                     |                           | Ludovic Tessier de Coulonges        |           |                     |
| 1908                                     |                           | Émile Taugourdeau                   |           |                     |
| 1945                                     |                           | Charles Robichon                    |           |                     |
| 1945                                     |                           | Félix Rolland                       |           |                     |
| 1947                                     |                           | Jean-Baptiste Chateau               |           |                     |
| mars 1977                                | En cours (au 31 mai 2020) | Jean-Paul Bompas,                   | DVD       | Enseignant retraité |
| Les données manquantes sont à compléter. |                           |                                     |           |                     |

### Intercommunalité
La commune est membre de la communauté de communes Anjou Loir et Sarthe, après disparition de la communauté de communes du Loir, elle-même membre du syndicat mixte Pôle métropolitain Loire Angers.

## Population et société

### Démographie

#### Évolution démographique
L'évolution du nombre d'habitants est connue à travers les recensements de la population effectués dans la commune depuis 1793. Pour les communes de moins de 10 000 habitants, une enquête de recensement portant sur toute la population est réalisée tous les cinq ans, les populations de référence des années intermédiaires étant quant à elles estimées par interpolation ou extrapolation. Pour la commune, le premier recensement exhaustif entrant dans le cadre du nouveau dispositif a été réalisé en 2006.

En 2022, la commune comptait 820 habitants, en évolution de +10,36 % par rapport à 2016 (Maine-et-Loire : +2,12 %, France hors Mayotte : +2,11 %).
| 1793 | 1800 | 1806 | 1821 | 1831 | 1836 | 1841 | 1846 | 1851 |
| ---- | ---- | ---- | ---- | ---- | ---- | ---- | ---- | ---- |
| 516  | 538  | 540  | 650  | 644  | 663  | 647  | 633  | 655  |

| 1856 | 1861 | 1866 | 1872 | 1876 | 1881 | 1886 | 1891 | 1896 |
| ---- | ---- | ---- | ---- | ---- | ---- | ---- | ---- | ---- |
| 634  | 618  | 650  | 618  | 600  | 692  | 564  | 544  | 517  |

| 1901 | 1906 | 1911 | 1921 | 1926 | 1931 | 1936 | 1946 | 1954 |
| ---- | ---- | ---- | ---- | ---- | ---- | ---- | ---- | ---- |
| 460  | 437  | 466  | 428  | 410  | 374  | 374  | 408  | 341  |

| 1962 | 1968 | 1975 | 1982 | 1990 | 1999 | 2006 | 2011 | 2016 |
| ---- | ---- | ---- | ---- | ---- | ---- | ---- | ---- | ---- |
| 341  | 370  | 285  | 353  | 404  | 420  | 583  | 669  | 743  |

| 2021 | 2022 | - | - | - | - | - | - | - |
| ---- | ---- | - | - | - | - | - | - | - |
| 801  | 820  | - | - | - | - | - | - | - |

#### Pyramide des âges
La population de la commune est relativement jeune.
En 2018, le taux de personnes d'un âge inférieur à 30 ans s'élève à 41,2 %, soit au-dessus de la moyenne départementale (37,2 %). À l'inverse, le taux de personnes d'âge supérieur à 60 ans est de 15,6 % la même année, alors qu'il est de 25,6 % au niveau départemental.
En 2018, la commune comptait 376 hommes pour 389 femmes, soit un taux de 50,85 % de femmes, légèrement inférieur au taux départemental (51,37 %).
Les pyramides des âges de la commune et du département s'établissent comme suit.
| Hommes | Classe d’âge | Femmes |
| ------ | ------------ | ------ |
| 0,8    | 90 ou +      | 1,1    |
| 3,7    | 75-89 ans    | 3,8    |
| 11,8   | 60-74 ans    | 10,1   |
| 16,6   | 45-59 ans    | 19,6   |
| 27,8   | 30-44 ans    | 22,5   |
| 14,2   | 15-29 ans    | 15,3   |
| 25,1   | 0-14 ans     | 27,6   |

| Hommes | Classe d’âge | Femmes |
| ------ | ------------ | ------ |
| 0,9    | 90 ou +      | 2,1    |
| 7      | 75-89 ans    | 9,5    |
| 16,2   | 60-74 ans    | 16,9   |
| 19,4   | 45-59 ans    | 18,7   |
| 18,2   | 30-44 ans    | 17,5   |
| 18,8   | 15-29 ans    | 17,6   |
| 19,5   | 0-14 ans     | 17,6   |

## Économie
Sur 32 établissements présents sur la commune à fin 2010, 16 % relèvent du secteur de l'agriculture (pour une moyenne de 17 % sur le département), aucun du secteur de l'industrie, 9 % du secteur de la construction, 59 % de celui du commerce et des services et 16 % du secteur de l'administration et de la santé. Cinq ans plus tard, en 2015, sur les 43 établissements présents, 12 % relèvent du secteur de l'agriculture (pour une moyenne de 11 % sur le département), 5 % du secteur de l'industrie, 7 % de celui de la construction, 60 % du secteur du commerce et des services et 16 % de celui de l'administration et de la santé.

## Culture locale et patrimoine

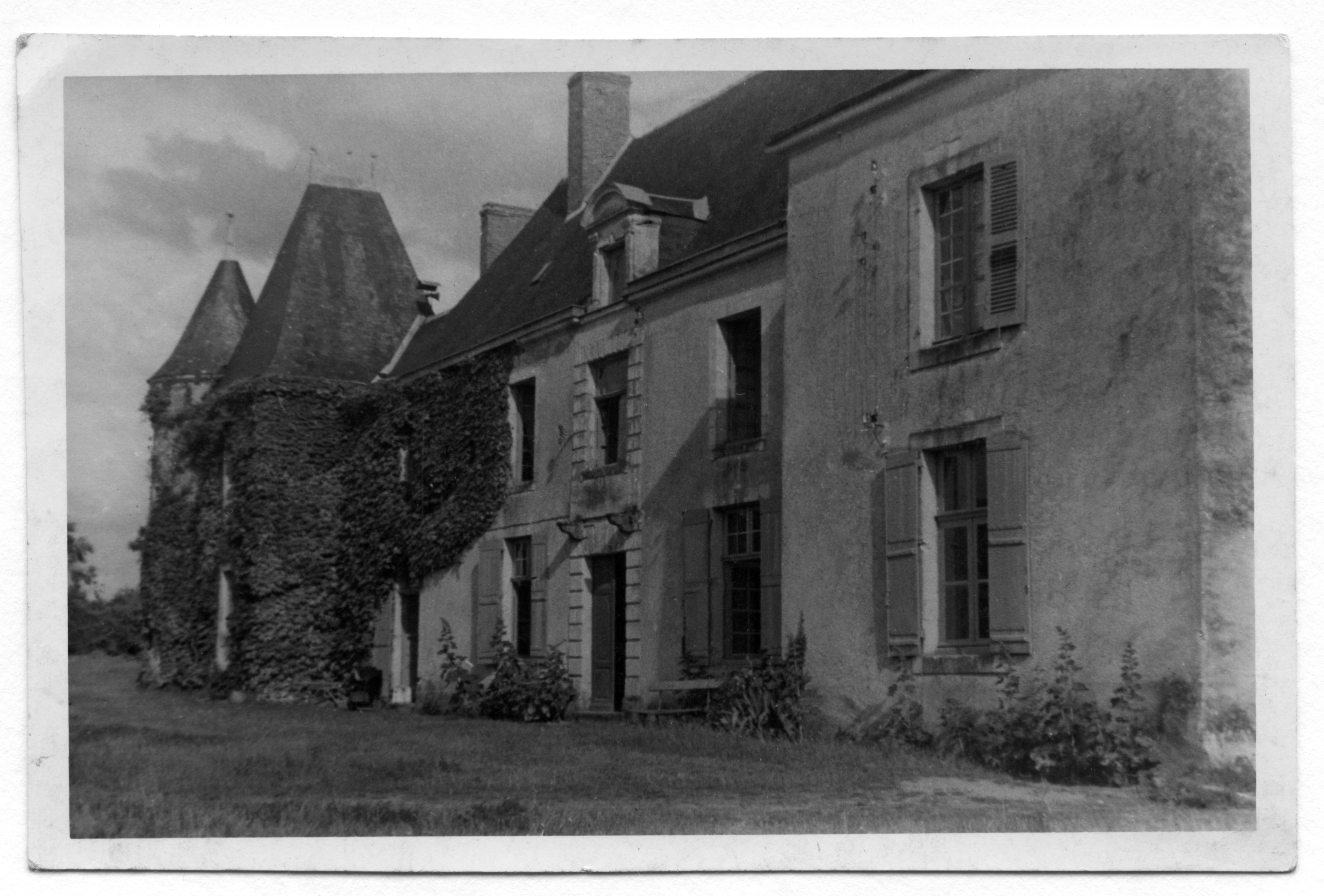
Le château de Princé.

### Lieux et monuments
- L'église située en son centre, des XIIe au XIXe siècles[31].
- Le château de Princé.